# Stellaria solaris
Stellaria solaris (Linnaeus, 1764) è un mollusco gasteropode appartenente alla famiglia Xenophoridae.

## Distribuzione e habitat
Vive su fondale fangoso o sabbioso, nell'Indo-Pacifico, in acque piuttosto profonde.

## Descrizione
La conchiglia è conica, ha una colorazione pallida e spine al margine delle spire. Il diametro medio è di 8 cm.
A differenza di altre specie della famiglia Xenophoridae, non attacca conchiglie più piccole alla propria. L'opercolo, giallastro, è utilizzato per ancorarsi o spingersi quando il mollusco si muove.

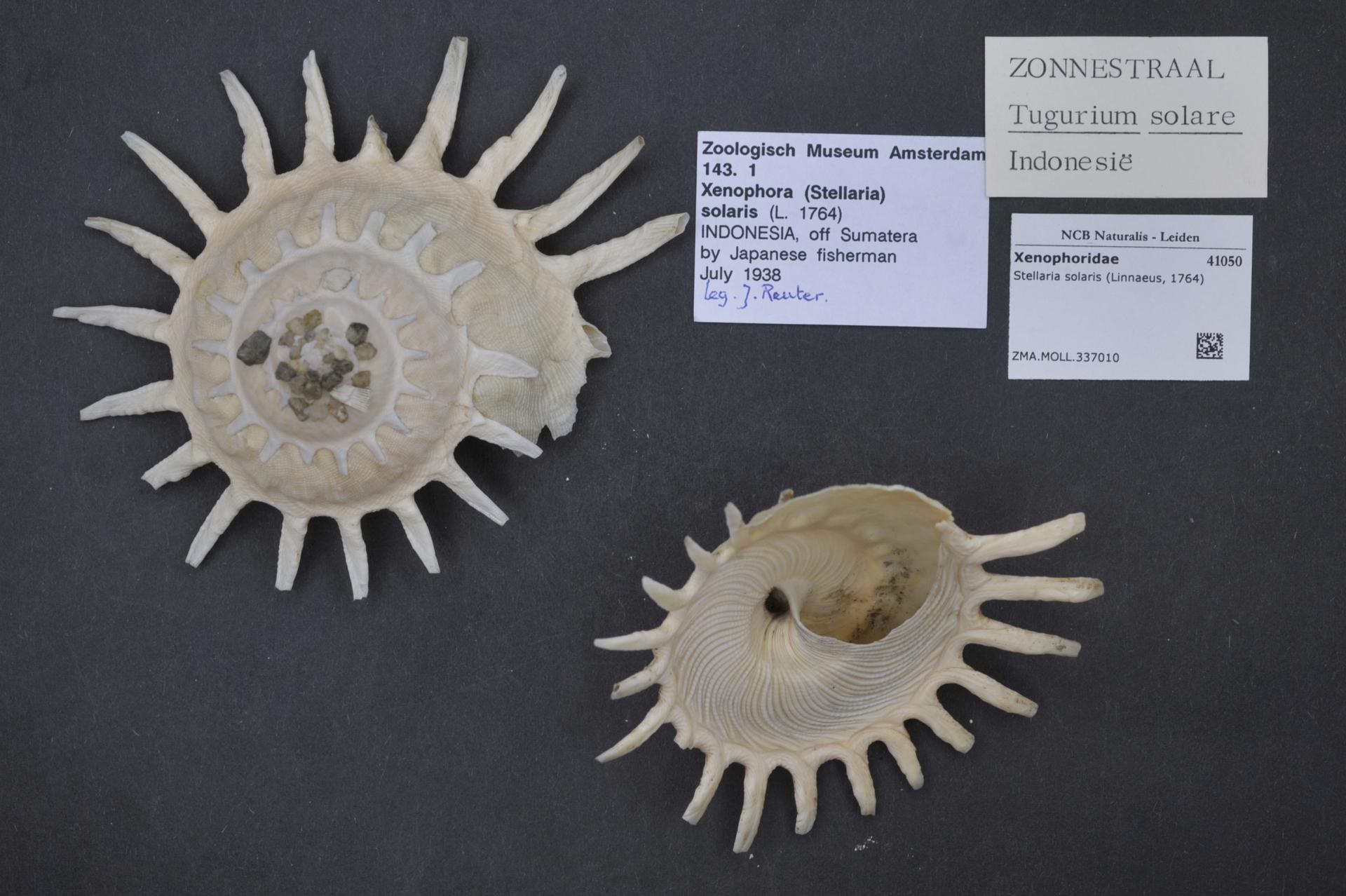
Stellaria solaris (Linnaeus, 1764), esemplari da museo